# Pavlína Oranžsko-Nasavská
Princezna Vilemína Frederika Luisa Pavlína Šarlota Oranžsko-Nasavská (1. března 1800, Berlín – 22. prosince 1806, Freienwalde) byla třetí dítě a starší dcera krále Viléma I. Nizozemského a jeho královny choti, Vilemíny Pruské.

## Život
Pavlína se narodila v Berlíně v době, kdy zde její rodiče žili v exilu, protože Nizozemí bylo okupováno Francií. Byla třetím dítětem a prvorozenou dcerou pozdějšího krále Viléma I. Nizozemského a jeho manželky Vilemíny Pruské. Její dva starší bratři byli budoucí král Vilém II. a princ Frederik Nizozemský. Její rodiče měli v roce 1795 další, mrtvě narozené dítě. Její mladší sestra Marianna se narodila čtyři roky po její smrti.
V roce 1803 se Pavlína a její rodina přestěhovali na nasavské rodinné statky v Německu. Zde se poprvé setkala se svými prarodiči z otcovy strany. Rychle si ji oblíbili a její dědeček Vilém V. jí přezdíval Polly. Zejména on byl velmi šťastný, že ji vidí, protože žádný z nedávných nasavsko-oranžských vládců za svého života neměl vnučku. Během plesu na oslavu narozenin jejího otce s ní tančil v zámeckém velkém sále. Od roku 1804 žila rodina s Vilémem V. v Berlíně, kde koupil palác na Unter den Linden (č. 36). Palác je známý jako Niederländische Palais (Nizozemský palác). V pěti letech začala ona a její starší bratři trávit více času u prarodičů v Oraniensteinu. V srpnu 1806 se jejím rodičům narodil další mrtvě narozený syn.
Berlín obsadili Francouzi 27. října 1806 a Kostřín 1. listopadu. Pruská armáda pod velením Gebharda Leberechta von Blücher nakonec 7. listopadu kapitulovala. Její otec, který se po bitvě u Jeny 14. října stal válečným zajatcem, byl při této příležitosti propuštěn.
V říjnu 1806 se svou matkou a bratry opustila Berlín a odjela do Königsbergu, aby unikla francouzským jednotkám. Od narození měla chatrný zdravotní stav, pravděpodobně kvůli těžkým okolnostem během těhotenství její matky. Podle lékařů trpěla jakousi nervovou horečkou. Kvůli špatnému počasí při útěku z Berlína se Pavlínino zdraví rychle zhoršilo. Dne 15. prosince 1806 se její stav zhoršil; zemřela o týden později, 22. prosince. Její matka stěží odcházela od její postele a dokonce panovaly obavy o její duševní zdraví. Podle některých zdrojů Pavlína zemřela v domě starosty, který rodinu dočasně ubytoval; podle jiných zemřela na Freienwalde, jednom z královských pruských panství západně od Berlína poblíž Odry. Toto panství předtím obývala princezna Frederika Luisa Hesensko-Darmstadtská, její babička z matčiny strany.
Pavlína byla pohřbena na panství Freienwalde. Pomník od sochaře Johanna Gottfrieda Schadowa byl postaven až v roce 1813. Zanedbaný hrob znovu objevil nový majitel Freienwalde Walther Rathenau v roce 1909. Na panství objevil zvětralý náhrobek, na kterém je napsáno Pavlínino jméno. Zpráva byla okamžitě oznámena královně Vilemíně Nizozemské, která nechala ostatky exhumovat. Bez velké pompy byly její ostatky převezeny do Nizozemska nizozemským velvyslancem v Berlíně baronem Geversem a komorníkem Van den Boschem v březnu 1911. Během této cesty byla bronzová rakev umístěna v prostoru se zavazadly. Dne 7. dubna 1911 byly její ostatky konečně pohřbeny v královské kryptě v Nieuwe Kerk v Delftu. Text jejího náhrobku zní: „Grabmal of Friderike Louise Pauline Charlotte Wilhelmine Prinzessin von Nassau und Oranien - Born zu Berlin den 1 Maerz 1800 - died zu Freienwalde 22d Dezember 1806“.

## Vývod z předků
|                           |                                         |  |                          |                                           |  |  |  |  |  |  |  | Jan Vilém Friso |
|                           |                                         |  |                          |                                           |  |  |  |  |  |  |  |                 |
|                           | Vilém IV. Oranžský                      |  |                          |                                           |  |  |  |  |  |  |  |                 |
|                           |                                         |  |                          |                                           |  |  |  |  |  |  |  |                 |
|                           |                                         |  |                          | Marie Luisa Hesensko-Kasselská            |  |  |  |  |  |  |  |                 |
|                           |                                         |  |                          |                                           |  |  |  |  |  |  |  |                 |
|                           | Vilém V. Oranžský                       |  |                          |                                           |  |  |  |  |  |  |  |                 |
|                           |                                         |  |                          |                                           |  |  |  |  |  |  |  |                 |
|                           |                                         |  |                          | Jiří II. Britský                          |  |  |  |  |  |  |  |                 |
|                           |                                         |  |                          |                                           |  |  |  |  |  |  |  |                 |
|                           | Anna Hannoverská                        |  |                          |                                           |  |  |  |  |  |  |  |                 |
|                           |                                         |  |                          |                                           |  |  |  |  |  |  |  |                 |
|                           |                                         |  |                          | Karolina z Ansbachu                       |  |  |  |  |  |  |  |                 |
|                           |                                         |  |                          |                                           |  |  |  |  |  |  |  |                 |
|                           | Vilém I. Nizozemský                     |  |                          |                                           |  |  |  |  |  |  |  |                 |
|                           |                                         |  |                          |                                           |  |  |  |  |  |  |  |                 |
|                           |                                         |  |                          | Fridrich Vilém I. Pruský                  |  |  |  |  |  |  |  |                 |
|                           |                                         |  |                          |                                           |  |  |  |  |  |  |  |                 |
|                           | August Vilém Pruský                     |  |                          |                                           |  |  |  |  |  |  |  |                 |
|                           |                                         |  |                          |                                           |  |  |  |  |  |  |  |                 |
|                           |                                         |  |                          | Žofie Dorotea Hannoverská                 |  |  |  |  |  |  |  |                 |
|                           |                                         |  |                          |                                           |  |  |  |  |  |  |  |                 |
|                           | Vilemína Pruská                         |  |                          |                                           |  |  |  |  |  |  |  |                 |
|                           |                                         |  |                          |                                           |  |  |  |  |  |  |  |                 |
|                           |                                         |  |                          | Ferdinand Albrecht II. Brunšvický         |  |  |  |  |  |  |  |                 |
|                           |                                         |  |                          |                                           |  |  |  |  |  |  |  |                 |
|                           | Luisa Amálie Brunšvicko-Wolfenbüttelská |  |                          |                                           |  |  |  |  |  |  |  |                 |
|                           |                                         |  |                          |                                           |  |  |  |  |  |  |  |                 |
|                           |                                         |  |                          | Antonie Amálie Brunšvicko-Wolfenbüttelská |  |  |  |  |  |  |  |                 |
|                           |                                         |  |                          |                                           |  |  |  |  |  |  |  |                 |
| Pavlína Oranžsko-Nasavská |                                         |  |                          |                                           |  |  |  |  |  |  |  |                 |
|                           |                                         |  |                          |                                           |  |  |  |  |  |  |  |                 |
|                           |                                         |  | Fridrich Vilém I. Pruský |                                           |  |  |  |  |  |  |  |                 |
|                           |                                         |  |                          |                                           |  |  |  |  |  |  |  |                 |
|                           | August Vilém Pruský                     |  |                          |                                           |  |  |  |  |  |  |  |                 |
|                           |                                         |  |                          |                                           |  |  |  |  |  |  |  |                 |
|                           |                                         |  |                          | Žofie Dorotea Hannoverská                 |  |  |  |  |  |  |  |                 |
|                           |                                         |  |                          |                                           |  |  |  |  |  |  |  |                 |
|                           | Fridrich Vilém II. Pruský               |  |                          |                                           |  |  |  |  |  |  |  |                 |
|                           |                                         |  |                          |                                           |  |  |  |  |  |  |  |                 |
|                           |                                         |  |                          | Ferdinand Albrecht II. Brunšvický         |  |  |  |  |  |  |  |                 |
|                           |                                         |  |                          |                                           |  |  |  |  |  |  |  |                 |
|                           | Luisa Amálie Brunšvicko-Wolfenbüttelská |  |                          |                                           |  |  |  |  |  |  |  |                 |
|                           |                                         |  |                          |                                           |  |  |  |  |  |  |  |                 |
|                           |                                         |  |                          | Antonie Amálie Brunšvicko-Wolfenbüttelská |  |  |  |  |  |  |  |                 |
|                           |                                         |  |                          |                                           |  |  |  |  |  |  |  |                 |
|                           | Vilemína Pruská                         |  |                          |                                           |  |  |  |  |  |  |  |                 |
|                           |                                         |  |                          |                                           |  |  |  |  |  |  |  |                 |
|                           |                                         |  |                          | Ludvík VIII. Hesensko-Darmstadtský        |  |  |  |  |  |  |  |                 |
|                           |                                         |  |                          |                                           |  |  |  |  |  |  |  |                 |
|                           | Ludvík IX. Hesensko-Darmstadtský        |  |                          |                                           |  |  |  |  |  |  |  |                 |
|                           |                                         |  |                          |                                           |  |  |  |  |  |  |  |                 |
|                           |                                         |  |                          | Šarlota z Hanau-Lichtenbergu              |  |  |  |  |  |  |  |                 |
|                           |                                         |  |                          |                                           |  |  |  |  |  |  |  |                 |
|                           | Frederika Luisa Hesensko-Darmstadtská   |  |                          |                                           |  |  |  |  |  |  |  |                 |
|                           |                                         |  |                          |                                           |  |  |  |  |  |  |  |                 |
|                           |                                         |  |                          | Kristián III. Falcko-Zweibrückenský       |  |  |  |  |  |  |  |                 |
|                           |                                         |  |                          |                                           |  |  |  |  |  |  |  |                 |
|                           | Karolína Falcko-Zweibrückenská          |  |                          |                                           |  |  |  |  |  |  |  |                 |
|                           |                                         |  |                          |                                           |  |  |  |  |  |  |  |                 |
|                           |                                         |  |                          | Karolína Nasavsko-Saarbrückenská          |  |  |  |  |  |  |  |                 |
|                           |                                         |  |                          |                                           |  |  |  |  |  |  |  |                 |